# Джовинетто, Марио
Марио Джовинетто (1933, Ла-Плата, провинция Буэнос-Айрес, Аргентина — 6 января 2024) — аргентинский и канадский гляциолог, климатолог и географ. Гражданин Канады со статусом резидента США.

## Карьера
Доктор Джовинетто с 1952 года стал активным полярным исследователем. Принимал участие в проектах, которые поддерживались Национальным научным фондом (США) и другими федеральными агентствами в Аргентине и Канаде. Его исследовательский опыт насчитывает три экспедиции на высокогорные ледники в Андах (Южная Америка) и Африке (1952—1955), зимнее пребывание на двух Антарктических станциях Бэрд (1957 год) и Амундсен-Скотт (южный полюс; 1958 год), и 9 летних сезонов в Антарктиде и Гренландии (1953—1978). Он прошел более 2000 миль по заснеженным дорогам и провел около девяти лет как член малых изолированных групп, работающих в сложных условиях. Его исследования сделаны совместно с Антарктическим институтом Аргентины (Буэнос-Айрес, 1953—1956), Североамериканским арктическим институтом (Нью-Йорк, 1956—1959), Институтом полярных исследований (теперь Полярный и климатический исследовательский центр Бирд Университета штата Огайо, 1959—1961) и Геофизическим и полярным исследовательским центром Университета Висконсин-Мэдисон (1961—1968).
В честь ученого названа вершина в Антарктиде — гора Джовинетто.

## Публикации
- Vaughan, David G.; Bamber, Jonathan L.; Giovinetto, Mario; Russell, Jonathan; Cooper, Paul A. R. (April 1999). «Reassessment of Net Surface Mass Balance in Antarctica». J. Climate 12 (4): 933—946.
- Zwally, H. Jay; Giovinetto, Mario B.; Li, Jun; Корнехо, Helen G.; Beckley, Matthew A.; Brenner, Anita C.; Saba, Jack L.; Yi, Donghui (December 2005). «Mass changes of the Greenland and Antarctic ice sheets and shelves and contributions to sea-level rise: 1992—2002». Journal of Glaciology 51 (175): 509—527.
- Glaciological Studies on the McMurdo-South Pole Traverse, 1960—1961 (Ohio State University, Institute of Polar Studies; no. 7; 1963)
- Giovinetto, M. B.; Yamazaki, K.; Wendler, G.; Bromwich, D. H. (27 May 1997). «Atmospheric net transport of water vapor and latent heat across 60°S». J. Geophys. Res. 102 (D10): 11171-9.